# Bremer Stadttheater (1843)

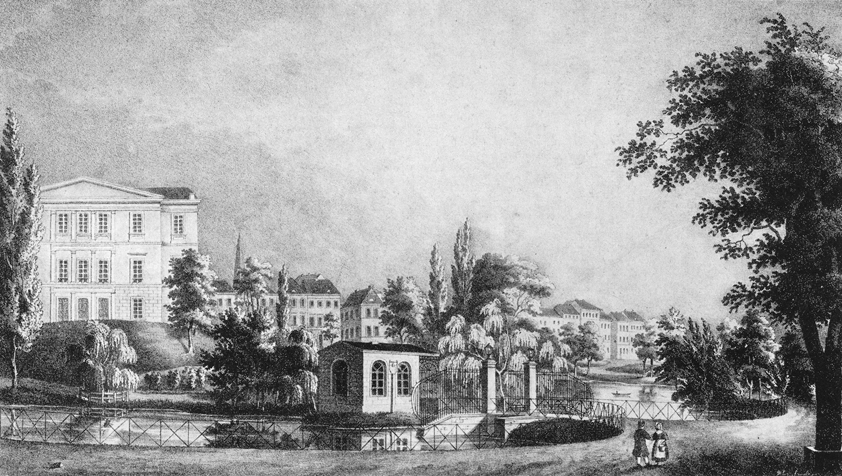
Das Bremer Stadttheater von 1843 auf der Bischofsnadel-Bastion 1851/52

Das zweite Bremer Stadttheater (ab 1933 Staatstheater) war ein Theater in Bremen, das 1843 errichtet wurde, 1855 in den Besitz der Stadt überging und nach knapp über 100 Jahren Bestand 1944 zerstört wurde.

## Vorgeschichte

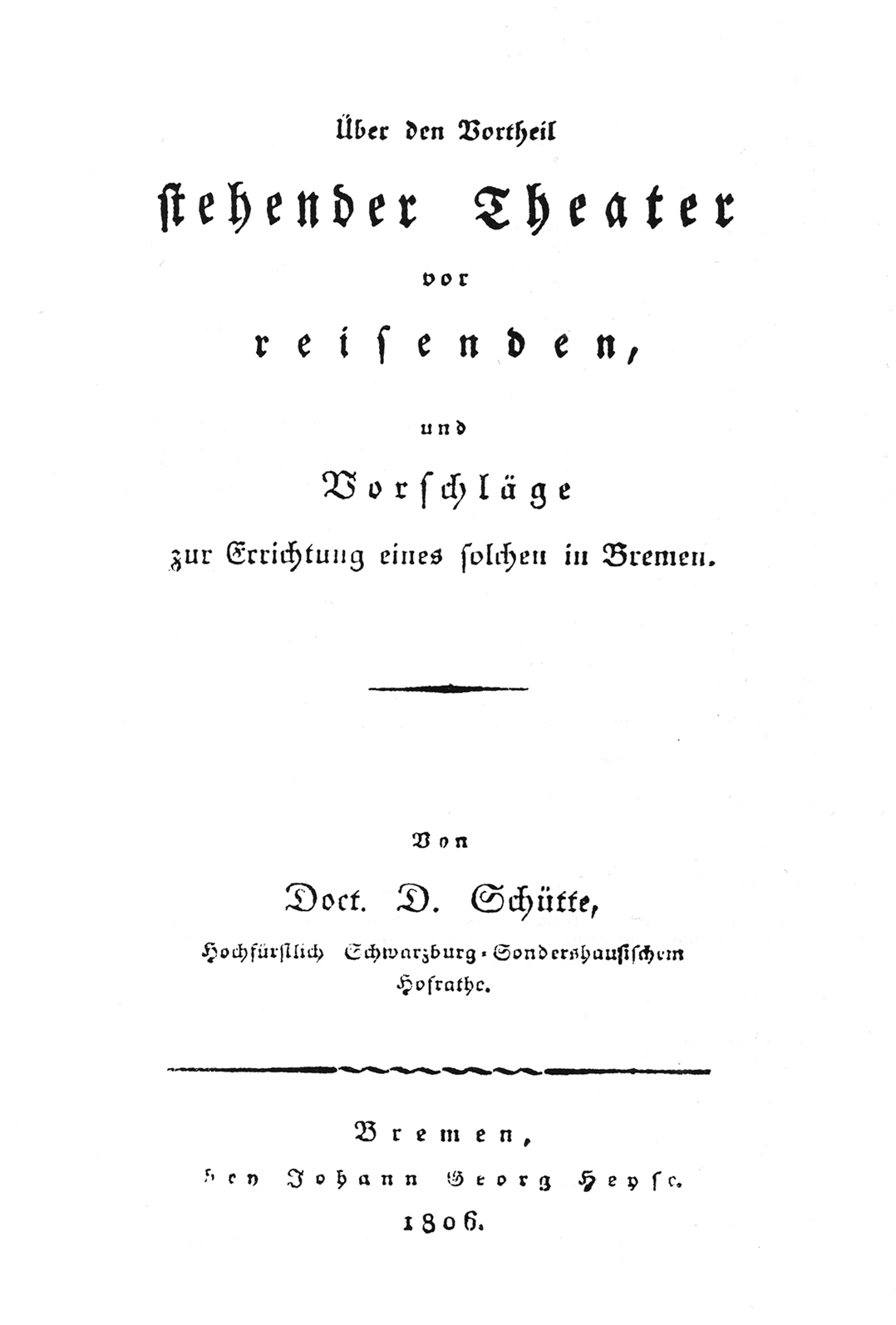
Daniel Schüttes Traktat Über den Vortheil stehender Theater vor den reisenden… aus dem Jahr 1806

Nachdem das 1792 erbaute erste Bremer Stadttheater beständig mit finanziellen Schwierigkeiten zu kämpfen hatte und zudem über kein stehendes Ensemble verfügte, unternahm Theaterdirektor Daniel Schütte – der das Comödienhaus 1797 übernommen hatte – verschiedene Versuche, die Wirtschaftlichkeit und Qualität der Bühne zu verbessern. 1806 veröffentlichte er hierzu ein 46-seitiges Traktat mit dem Titel Über den Vortheil stehender Theater vor den reisenden, und Vorschläge zur Errichtung eines solchen in Bremen. In der Einleitung der Denkschrift schrieb er: „Seit ungefähr vierzehn Jahren genießt Bremen das Vergnügen eines Theaters, allein immer war es so ein schwankendes unbestimmtes Ding, daß man wahrlich nicht Ursache hatte, damit gänzlich zufrieden zu seyn, obgleich unter den Mitgliedern von Zeit zu Zeit treffliche Künstler genannt werden dürften. Nur wandelnd war unsere Bühne, und was kann man von wandelnden Theatern erwarten? Da wird der gute Schauspieler immer wieder in die Nothwendigkeit gesetzt, von vorne anzufangen, sich in das Spiel seiner alle Jahr neuen Mitschauspieler immer von neuem einzustudieren, und, so zu sagen, sein Publicum erst von neuem zu bilden“.
Schüttes Bemühungen fruchteten jedoch zunächst nicht, da die Kontinentalsperre und später die Besetzung Norddeutschlands durch napoleonische Truppen dem Bremer Handel schwer schadeten und infolgedessen der Aufbau eines neuen Theaters politisch und finanziell keine ausreichende Unterstützung fand.
1826 wurde dann durch Senator Georg Heinrich Olbers ein Theaterverein gegründet, der u. a. eine Theater- und Musikbibliothek einrichten ließ. 1835, bildete sich ein Theater-Aktienverein (später in Theater-Neubauverein umbenannt), der das bisherige Theater mit den Mitteln wohlhabender Theaterfreunde durch einen größeren Neubau ersetzen und die Qualität der Bühne im Sinne Schüttes verbessern sollte. Der neue Verein hatte 153 Mitglieder, darunter Senatoren wie Dr. Franz Friedrich Droste und namhafte Kaufleute wie Diedrich Heinrich Wätjen. Durch den Verkauf von Anteilen im Wert von je 100 Reichstalern konnte der Verein 1840 schließlich das notwendige Kapital für einen Neubau zusammenbringen.

## Der Bau

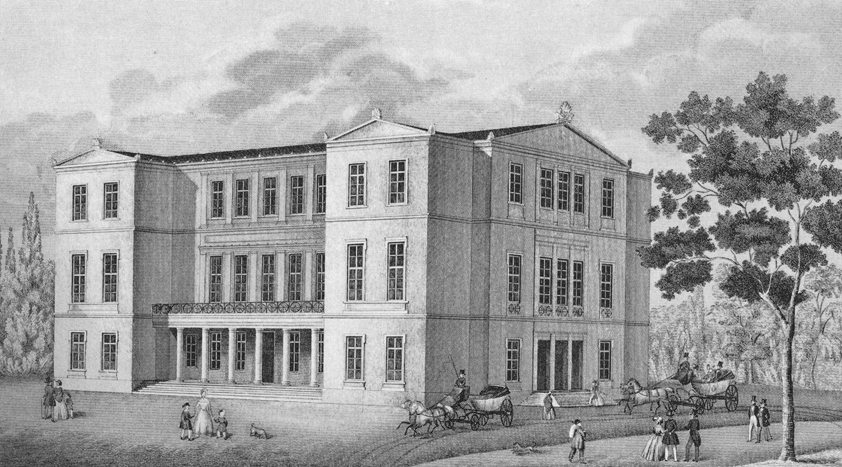
Das zweite Bremer Stadttheater kurz nach seiner Fertigstellung

1841 begann der Bau des neuen Schauspielhauses nach Entwürfen von Heinrich Seemann auf der Bischofsnadel-Bastion Am Wall, später auch Tempelberg oder Theaterberg genannt. Das neue Stadttheater war ein dreigeschossiger klassizistischer Bau mit einer Breite von 36 Metern (an der Front zum Wall) und einer Tiefe von 47 Metern. Die Fassade zum Wall hin kennzeichnete ein Risalit, der in einem dreieckigen Giebel mit Akroterien abschloss. Die drei Eingangsportale waren über eine siebenstufige Freitreppe zu erreichen. Die Seitenfassaden waren durch zwei kleine Risalite gekennzeichnet, zwischen denen sich ein von sechs Säulen getragener Balkon befand, der vom Foyer im Hauptgeschoss aus zu betreten war. Der Zuschauerraum bot zirka 1.400 Personen Platz. Die Brüstungen der Freiflächen und die Ziergitter vor den Fenstern im Hauptgeschoss waren Werke des Vegesacker Eisengussmeisters Andreas Friedrich Uhthoff.
Nach Fertigstellung des Baus wurde das 1840 vom Verein aufgekaufte alte Stadttheater geschlossen und abgerissen, damit es dem neuen Theater keine Konkurrenz mache.
Das Stadttheater wurde während der 100 Jahre seines Bestehens mehrfach umgebaut, so 1882, 1886 und 1889. Es entstanden verschiedene Anbauten für die Hinterbühne, das Kulissenlager und einen Restaurationsbetrieb. Auch der Zuschauerraum wurde noch vergrößert. Die Erweiterungen und Umbauten führten dazu, dass die Gestalt des ursprünglichen Baus größtenteils verloren ging.

## Betrieb

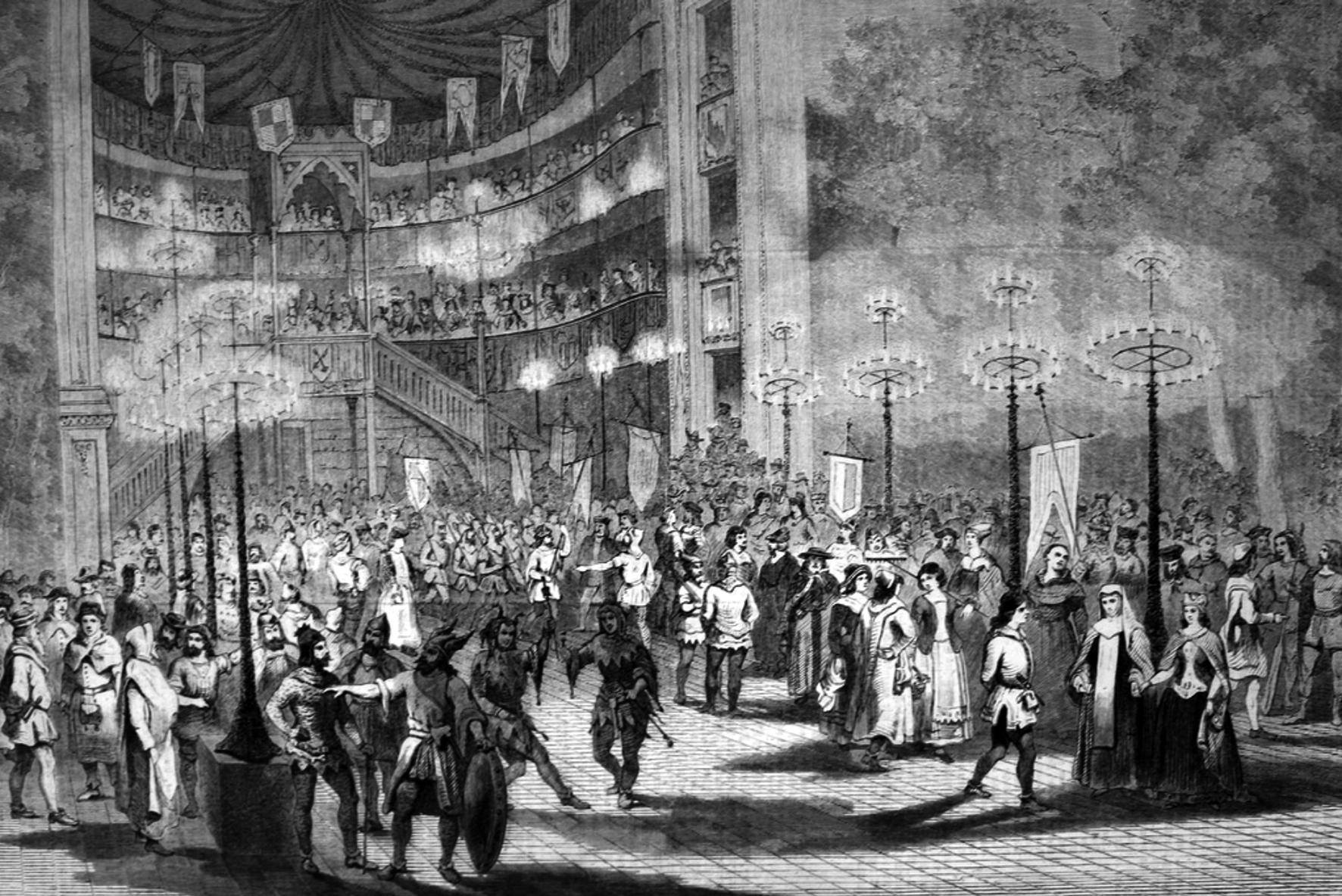
Kostümball des Künstlervereins im Stadttheater im Jahr 1861

Betrieben wurde das Theater wiederum durch einen Verein, den Theater-Unternehmungsverein. Zum ersten Intendanten des Hauses berief man Karl August Ritter aus Mannheim. Zur Eröffnung am 16. Oktober 1843 wurde das Schauspiel Hans Sachs des Wiener Schriftstellers Johann Ludwig Deinhardstein aufgeführt.
Fünf Jahre nach Eröffnung des Theaters wurde der Trägerverein zahlungsunfähig und verkaufte das Theater an Seemann, der das Haus an wechselnde Schauspieldirektoren verpachtete. Der Betrieb verlief in der Folge finanziell recht erfolgreich. Das Programm umfasste klassische und moderne Schauspielstücke sowie Opern. Bei letzteren erfreuten sich ab 1853 – mit der ersten Aufführung des Tannhäuser – insbesondere Werke von Richard Wagner großer Beliebtheit, es wurden jedoch auch Stücke von Mozart, Rossini, Donizetti und anderen aufgeführt.
Nach dem Tode Heinrich Seemanns wurde das Haus 1855 für 47.600 Taler an die Stadt verkauft. Auf die weitere Entwicklung des Theaters hatten Ende des 19. Jahrhunderts die bremischen Künstler Heinrich Bulthaupt und Arthur Fitger großen Einfluss, die beide auch mit eigenen Stücken auf der Bühne vertreten waren, wie Bulthaupts Saul (1870) oder Fitgers Adalbert von Bremen (1873). Bulthaupt war darüber hinaus als Kritiker und Autor zahlreicher theatertheoretischer Schriften tätig, während der Maler und Dichter Fitger u. a. 1889 den neuen Hauptvorhang des Theaters gestaltete.
1883 bis 1885 hatte Angelo Neumann die Leitung des Stadttheaters. Unter Intendant Alexander Senger hielt ab 1885 dann der Naturalismus Einzug in den Spielplan der Bühne mit Stücken von Gerhart Hauptmann und Henrik Ibsen im Schauspiel oder Pietro Mascagni und Giacomo Puccini in der Oper. Zuvor war 1878 bereits im Tivoli-Theater Ibsens Die Stützen der Gesellschaft aufgeführt worden.
Als besonders erfolgreich gilt die Ära von Julius Otto, die von 1910 bis 1924 reichte und in die auch die endgültige Abschaffung des Pachtsystems 1920 fiel. Nachdem 1913 das neue Schauspielhaus am Goetheplatz Nr. 1–3 eingeweiht worden war – heute Theater am Goetheplatz –, führte das Stadttheater vor allem Opern und Operetten auf.
1933 wurde das Haus in Staatstheater umbenannt und an das Abonnentensystem der nationalsozialistischen Deutschen Arbeitsfront (DAF) angeschlossen. Ab 1942 hieß das Haus dann „Theater der Hansestadt Bremen“. Am 6. Oktober 1944 wurde der Bau bei einem Luftangriff weitestgehend zerstört, nachdem der Theaterbetrieb bereits im August 1944 eingestellt worden war.
Nach Kriegsende wurden die wenigen unzerstörten Teile des Theaters als Proberäume genutzt, bis die Reste der Ruine 1965 schließlich ganz abgetragen wurden.

## Kunst-Krypta und Theatergarten

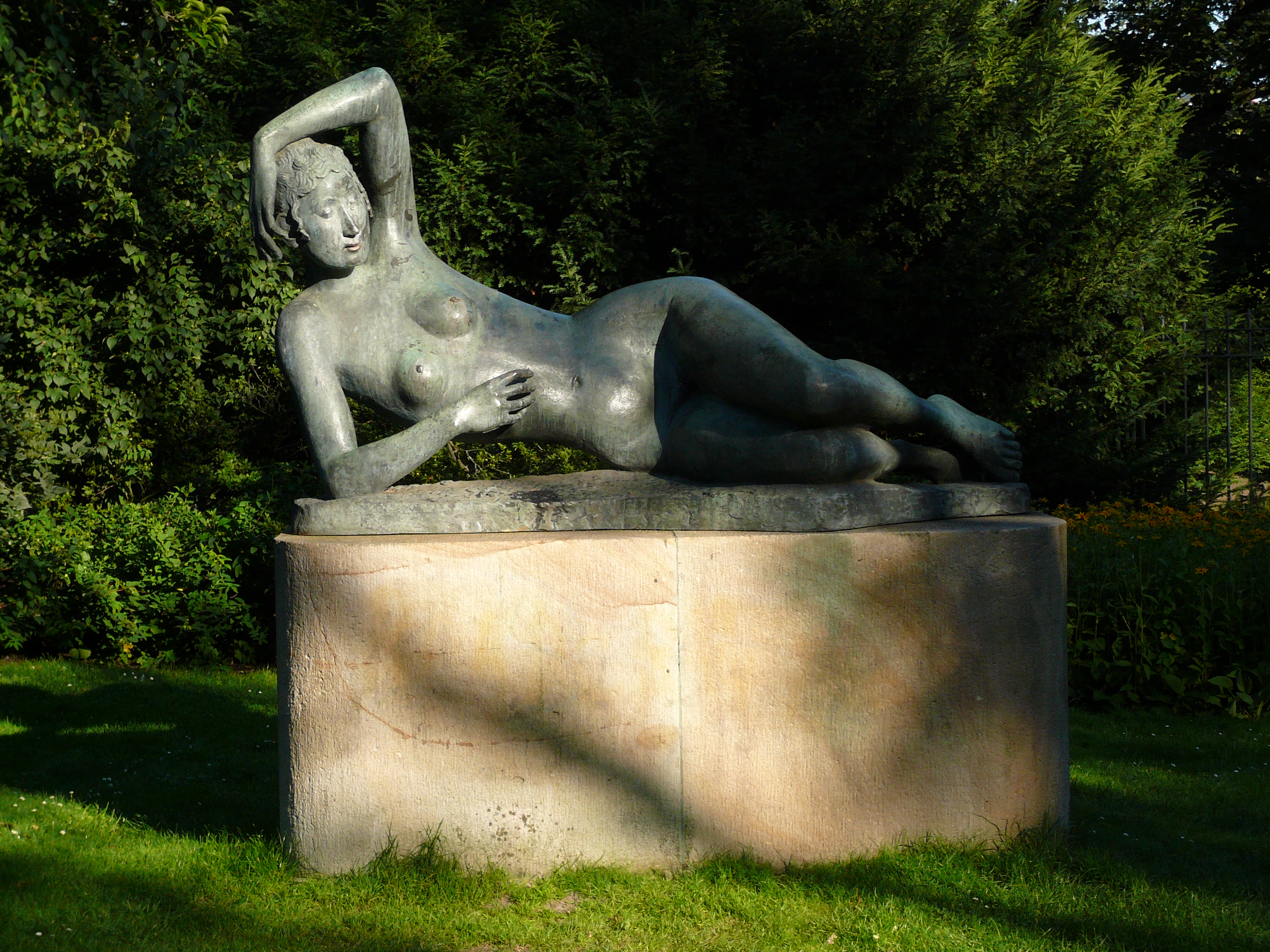
Ägina-Skulptur von Gerhard Marcks im Theatergarten

In dem ehemaligen Luftschutzbunker unter dem Theater richtete Peter Hagenah 1949 die Galerie Kunst-Krypta ein, in der vor allem Keramik-Unikate ausgestellt wurden. Sie hatte bis 1962 Bestand. Ab 1966 wurde der Standort des ehemaligen Theaters in den terrassenförmigen Theatergarten umgewandelt, in dem 1968 die Skulptur der Ägina von Gerhard Marcks aufgestellt wurde. Als Bestandteil des Parks der Bremer Wallanlagen existiert der Theatergarten bis heute.